# Mulassa de Reus

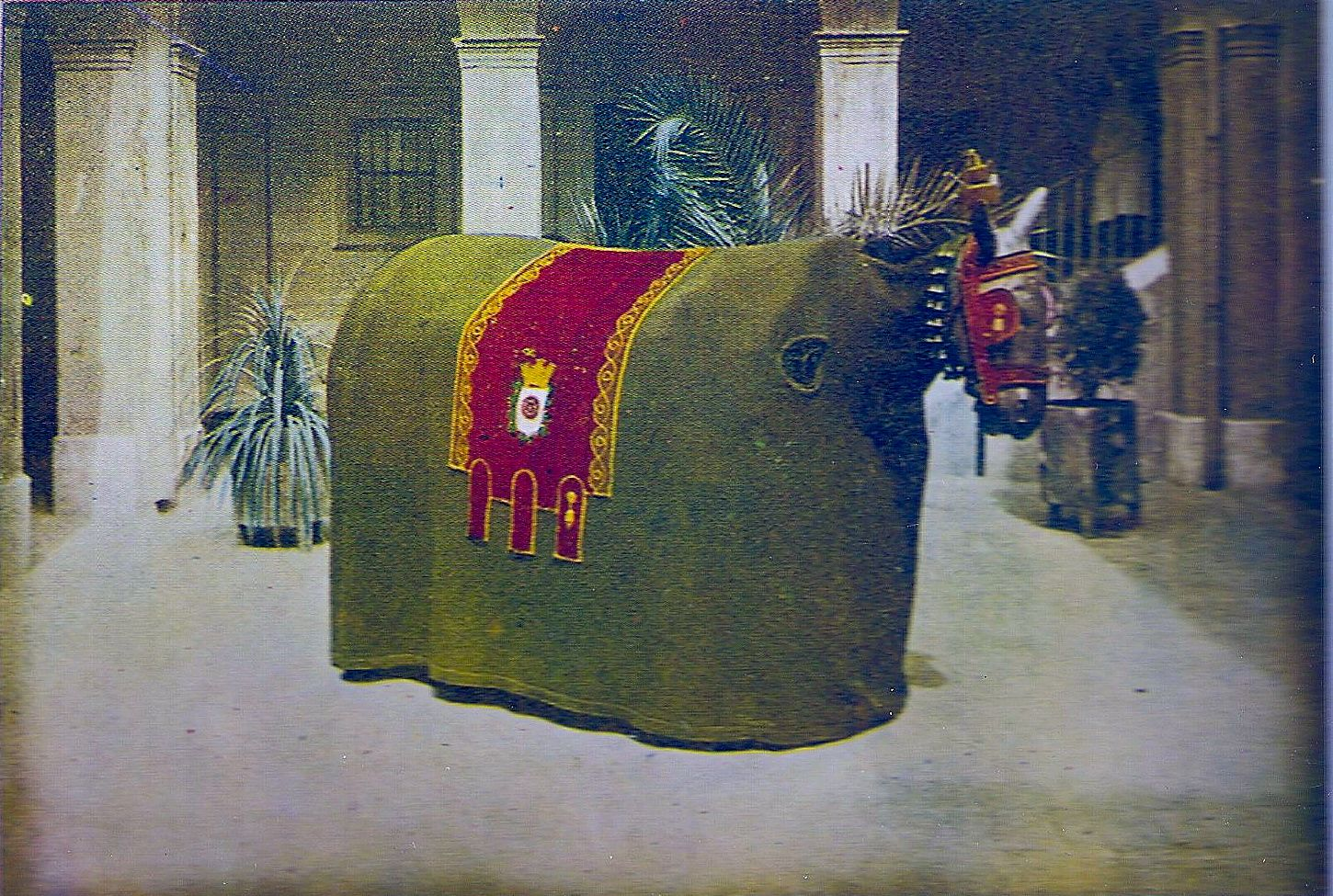
La Mulassa el 1923

La Mulassa de Reus és l'encarregada d'acompanyar als Gegants al Seguici Festiu de la ciutat de Reus (Baix Camp) i és un element del bestiari popular català.

## Història
La mulassa està documentada a Reus des de començaments del segle xvii, quan consta que sortia per les festes de Corpus i de Sant Pere i en les solemnitats de la vila, sempre acompanyant els gegants. En aquells temps tenia un aspecte ferotge, i igual que altres mulasses de l'època, tenia el coll extensible i treia foc per la boca. Les mulasses de foc són conegudes a altres poblacions de Catalunya: la de Vilanova havia estat una mulassa de foc, i avui són ben conegudes les mules guites de la Patum de Berga. També hi havia mules que escopien foc a Barcelona o Olot.
Al segle xvii hi havia a Reus dues mulasses, la gran i la petita, que s'interpreta com un grup semblant al que ara existeix a Berga. Per a fer-la manejable i mòbil tenia les potes molt curtes i es portava per quatre persones des de fora i una des de dins, que s'encarregaven de les evolucions i de more-li el cap i el coll. A principis del segle xix va deixar de ser un animal de foc i es convertí en el pacífic animal que ara coneixem. Se li van allargar les potes per poder-la portar només des de l'interior, i podia moure el cap i fer petar les dents, que eren una ferradura posada a la boca. L'actual Mulassa és la mateixa que es va construir el 1725. Després de tants anys de funcionament ha estat necessari anar-la reparant i afegint les parts més malmeses. Tot i això, la peça conserva encara algunes parts de la seva estructura original
La part més notable de la seva figura és el cap, ben treballat anatòmicament i amb profusió d'ornaments; al voltant del coll hi porta penjat un rastre de campanes. El cos és de grans dimensions i no està esculpit, a diferència de les mulasses d'altres poblacions, sinó que el forma directament el vestit sobre la carcassa. El cap intenta ser una representació fidel de l'animal i el cos només suggereix la figura. Sobre l'esquena hi porta un mantell amb l'escut de la ciutat. La Mulassa, sempre com a element festiu depenent del municipi, a inicis del segle XXI la porten des de l'interior quatre persones i la guia des de l'exterior un acompanyant. Dins del seguici va darrere dels elements de foc i davant dels nanos. El seu comportament és força tranquil als seguicis i processons i adopta un aire molt més alegre a les ballades al mig de la plaça. És un dels elements del bestiari més estimats per la canalla, que acostumen a tocar-li el coll i la boca i fan sonar les campanetes
Josep Iglésies transcriu una cançó que les mares reusenques cantaven als petits, asseguts a la falda i fent-los saltar sobre els genolls:
| « | La campana dels gegants, la mulassa, la mulassa, la campana dels gegants, la mulassa va al davant. La Vitxeta i el Vitxet, ara ballen, ara ballen, la Vitxeta i el Vitxet, ara ballen a pleret. | » |

Fent referència al so de la campana que anuncia la sortida dels gegants, encapçalats per la mulassa, per Corpus i la festa major. La Vitxeta i el Vitxet són dos dels gegants més populars de Reus.
Pere Cavallé recorda: "Tant com els gegants, la Mulassa cridava fortament l'atenció dels menuts. El moviment de pèndol que imprimien a aquell cap de mula resignada i l'obrir i tancar-li la boca estirant o afluixany el cordill que li aguantava les barres, eren per nosaltres entreteniments molt agradosos que contribuïen a la distracció o a l'esverament dels espectadors més petits".
Surt al carrer, sempre amb els gegants, el dia de Corpus, a les processons de la Festa Major de Sant Pere, els dies 28 i 29 de juny, la vigília i el dia de la festa de la Mare de Déu de Misericòrdia, el 24 i 25 de setembre. El domàs que cobreix el seu llom és l'antiga bandera de Reus de color grana, que porta brodat l'antic escut de la ciutat. Els portadors de la Mulassa porten una brusa blava, pantalons foscos, faixa negra, espardenyes amb una rosa i una tovallola al coll, i són membres de la Colla Gegantera de Reus. Les tonades i l'acompanyament musical són comuns amb els gegants.
El 1932 va sortir a Reus una revista satírica amb el nom de La Mulassa: periòdic satíric